# Varaždin
Varaždin (nemško Warasdin, madžarsko Varasd, latinsko Varasdinum) je mesto na severu Hrvaške, 81 km severno od Zagreba. Leži ob reki Dravi, mimo njega je speljana avtocesta A4 in je središče Varaždinske županije. 
Po popisu iz leta 2021 je imela mestna občina (hrv. Grad Varaždin) okrog 44.000 prebivalcev (2011 še 47.000), samo mesto/naselje Varaždin pa jih ima 36.000 (2011 še 39.000; največ, okoli 42.000 jih je imel proti koncu 20. stoletja). 
Varaždin se prvič omenja 1181, svobodno kraljevo mesto je postal 1209, od konca 14. stoletja je bil v posesti Celjskih grofov, ki so bili tudi lastniki mesta in večjega dela hrvaškega Zagorja. Varaždin se je razvil okoli srednjeveške trdnjave (v 16. stoletju so obnovili varaždinski Stari grad v renesančnem slogu), ki stoji v središču mesta. Leži na meji opz. stičišču med širimi zgodovinskimi pokrajinami: Štajersko, Medžimurjem, Hrvaškim Zagorjem in Podravino. V kraju je razvita tekstilna, prehrambena in računalniška industrijo.
Varaždin se ponaša s svojo kulturno in politično tradicijo, saj je 1767 postal sedež upravnih in pravosodnih ustanov (Hrvaški kraljevi zbor, sodišče Banski stol), ki so se po požaru 1776 spet preselile nazaj v Zagreb. Med temi leti je bil Varaždin glavno mesto Hrvaške, v tem obdobju pa so bile zgrajene številne palače in javne zgradbe, ki so se ohranile do danes in so dale mestni arhitekturi slovit baročni značaj, zaradi česar Varaždin pogosto imenujejo kar "mali Dunaj". Jezuitski kolegij je bil v Varaždinu ustanovljen že 1632/36 in so ga obiskovali tudi Slovenci, poskus njegove preselitve na Ptuj v 17. stoletju pa ni bi uspešen. Takrat so v Varaždin prišli kapucini. V Varaždinu je od 1997 tudi sedež rimskokatoliške škofije, ki se je tega leta izločila iz Zagrebške nadškofije, pa tudi Geotehniške fakultete (Geotehnički fakultet u Varaždinu) in Fakultete organizacije in informatike, ki sta članici Univerze v Zagrebu, od nedavnega pa je tudi eden od sedežev hrvaške Univerze Sjever (Koprivnica-Varaždin). Na Dravi je zaradi zajezitve HE Čakovec vzhodno od mesta nastalo umetno Varaždinsko jezero.

## Pobratena mesta
- - Bad Radkersburg, Avstrija
- - Pulj, Hrvaška
- - Auxerre, Francija
- - Ravensburg, Nemčija
- - Koblenz, Nemčija
- - Zalaegerszeg, Madžarska
- - Montale, Italija
- - Kumanovo, Severna Makedonija
- - Montale, Italija
- - Guimarães, Portugalska
- - Trnava, Slovaška
- - Ptuj, Slovenija

## Demografija
| Pregled števila prebivalcev po letih | Pregled števila prebivalcev po letih | Pregled števila prebivalcev po letih | Pregled števila prebivalcev po letih | Pregled števila prebivalcev po letih | Pregled števila prebivalcev po letih | Pregled števila prebivalcev po letih | Pregled števila prebivalcev po letih | Pregled števila prebivalcev po letih | Pregled števila prebivalcev po letih | Pregled števila prebivalcev po letih | Pregled števila prebivalcev po letih | Pregled števila prebivalcev po letih | Pregled števila prebivalcev po letih | Pregled števila prebivalcev po letih |       |       |
| ------------------------------------ | ------------------------------------ | ------------------------------------ | ------------------------------------ | ------------------------------------ | ------------------------------------ | ------------------------------------ | ------------------------------------ | ------------------------------------ | ------------------------------------ | ------------------------------------ | ------------------------------------ | ------------------------------------ | ------------------------------------ | ------------------------------------ | ----- | ----- |
| 1857                                 | 1869                                 | 1880                                 | 1890                                 | 1900                                 | 1910                                 | 1921                                 | 1931                                 | 1948                                 | 1953                                 | 1961                                 | 1971                                 | 1981                                 | 1991                                 | 2001                                 | 2011  | 2021  |
| 9699                                 | 10014                                | 9789                                 | 10410                                | 12130                                | 13844                                | 14123                                | 13467                                | 17314                                | 19341                                | 26460                                | 34312                                | 39545                                | 41846                                | 41434                                | 39000 | 36187 |